# Габала (аэропорт)
Аэропорт Габала — международный аэропорт города Габала на севере Азербайджана. Аэропорт открыт 18 ноября 2011 года. Первый авиарейс из Баку в Габалу был осуществлён 1 июня 2012 года.
Из речи президента Азербайджана Ильхама Алиева на открытии аэропорта:
Наконец, приступает к деятельности международный аэропорт в Габале. Этот аэропорт способен принимать любые воздушные суда. Сюда могут прибывать самые тяжёлые грузовые самолеты. Взлётно-посадочная полоса достаточно большая и может выдержать вес любого самолета. Аэропорт отвечает всем международным стандартам. Таким образом, я уверен, что будущее этого аэропорта будет очень успешным. Надеюсь, что в будущем из этого аэропорта будут организовываться и международные рейсы.
С 15 ноября 2012 года российская авиакомпания «Уральские авиалинии» запустила авиарейсы Москва — Габала — Москва (Домодедово), 1 раз в неделю по четвергам на самолетах Airbus A-320.

## Принимаемые типыВС
Все типы воздушных судов. Максимальный взлётный вес воздушного судна без ограничений. Классификационное число ВПП (PCN) 150/F/B/W/T.